# Lista de gentílicos do Brasil
Esta é uma lista de gentílicos do Brasil dividida por unidade federativa (UF).
Logo abaixo encontra-se uma tabela com o nome das 27 unidades federativas e os gentílicos referentes a tal, seguindo-lhes, há uma lista de municípios por estado: em ordem alfabética e com seus respectivos gentílicos. Os municípios grafados em negrito são capitais de sua respectiva unidade.
Sobre gentílicos em geral, convém destacar as normas ortográficas em vigor desde o Formulário Ortográfico de 1943, que diz, em seu item 42:
| “ | Os topônimos de tradição histórica secular não sofrem alteração alguma na sua grafia, quando já esteja consagrada pelo consenso diuturno dos brasileiros. Sirva de exemplo o topônimo "Bahia", que conservará esta forma quando se aplicar em referência ao Estado e à cidade que têm esse nome. Observação. - Os compostos e derivados desses topônimos obedecerão às normas gerais do vocabulário comum. | ” |

## Gentílicos das Unidades Federativas
| Unidade Federativa  | Oficiais                                          | Alternativos                      | Alternativos       | Alternativos                  |
| Unidade Federativa  | Oficiais                                          | Populares                         | Arcaicos           | N'outras línguas              |
| ------------------- | ------------------------------------------------- | --------------------------------- | ------------------ | ----------------------------- |
| Acre                | Acreano                                           | Acriano                           |                    | Em castelhano: Acreano        |
| Alagoas             | Alagoano                                          |                                   | Alagôano           |                               |
| Amapá               | Amapaense                                         |                                   |                    |                               |
| Amazonas            | Amazonense                                        | Baré                              | Amazona (Feminino) |                               |
| Bahia               | Baiano                                            |                                   | Bahiano            |                               |
| Ceará               | Cearense                                          |                                   | Siarense, Searense |                               |
| DF                  | Brasiliense                                       | Candango                          |                    |                               |
| Espírito Santo      | Espírito-santense e/ou capixaba                   |                                   |                    |                               |
| Goiás               | Goiano                                            |                                   | Goyano             |                               |
| Maranhão            | Maranhense                                        |                                   |                    | Em francês médio: Équinoxiale |
| Mato Grosso         | Mato-grossense                                    |                                   | Matto-grossense    |                               |
| Mato Grosso do Sul  | Sul-mato-grossense                                | Mato-grossense-do-sul             |                    |                               |
| Minas Gerais        | Mineiro                                           |                                   |                    |                               |
| Pará                | Paraense                                          |                                   |                    |                               |
| Paraíba             | Paraibano                                         |                                   | Parahybano         |                               |
| Paraná              | Paranaense                                        |                                   |                    |                               |
| Pernambuco          | Pernambucano                                      |                                   |                    |                               |
| Piauí               | Piauiense                                         |                                   | Piauhyense         |                               |
| Rio de Janeiro      | Fluminense                                        |                                   |                    | Em francês médio: Antarctique |
| Rio Grande do Norte | norte-rio-grandense e/ou potiguar                 | rio-grandense-do-norte            |                    |                               |
| Rio Grande do Sul   | sul-rio-grandense e/ou gaúcho                     | Farroupilho, rio-grandense-do-sul |                    | Em castelhano: Gaucho         |
| Rondônia            | Rondoniense e/ou rondoniano                       |                                   |                    |                               |
| Roraima             | Roraimense                                        |                                   |                    |                               |
| Santa Catarina      | Santa-catarinense, catarinense e/ou barriga-verde |                                   |                    |                               |
| São Paulo           | Paulista                                          |                                   |                    |                               |
| Sergipe             | Sergipano                                         | Sergipense                        |                    |                               |
| Tocantins           | Tocantinense                                      |                                   |                    |                               |

## Gentílicos Municipais
Acre:
Alagoas:
- Água Branca - água-branquense
- Anadia – anadiense
- Arapiraca - arapiraquense
- Atalaia – atalaiense
- Barra de Santo Antônio - barrense
- Barra de São Miguel - barrense
- Batalha - batalhense
- Belém - belenense
- Belo Monte - belo-montense
- Boca da Mata - bocamatense
- Branquinha - branquinhense
- Cacimbinhas  - cacimbinhense
- Cajueiro - cajueirense
- Campestre – campestrense
- Campo Alegre - campo-alegrense
- Campo Grande - campo-grandense
- Canapi - canapiense
- Capela - capelense
- Carneiros – carneirense
- Chã preta - chã-pretense
- Coité do Noia coitenense
- Colônia Leopoldina - leopoldinense
- Coqueiro Seco - coqueirense
- Coruripe - coruripense
- Craíbas - craibense
- Delmiro Gouveia – delmirense
- Dois Riachos - riachense [7]
- Estrela de Alagoas - estrelense
- Feira Grande - feira-grandense
- Feliz Deserto - feliz-desertense
- Flexeiras – flexeirense
- Girau do Ponciano - girauense / ponciense
- Ibateguara - ibateguarense
- Igaci – igaciense
- Igreja Nova Igreja - novense
- Inhapi - inhapiense
- Jacaré dos Homens - jacareense, jacarezeiro
- Jacuípe - jacuipense
- Japaratinga - japaratinguense
- Jaramataia – jaramataiense
- Jequiá da Praia – jequiense
- Joaquim Gomes - joaquiense [8]
- Jundiá - jundiaense
- Junqueiro – junqueirense
- Lagoa da Canoa - canoense
- Limoeiro de Anadia - limoeirense
- Maceió – maceioense
- Major Isidoro - izidorense
- Mar Vermelho - mar-vermelhense
- Maragogi - maragogiense
- Maravilha - maravilhense
- Marechal Deodoro - deodorense
- Maribondo – maribondense
- Mata Grande - mata-grandense[9]
- Matriz de Camaragibe - matrisense
- Messias – messience
- Minador do Negrão - minadorense
- Monteirópolis - monteiropolitano
- Murici - muriciense
- Novo Lino – linense
- Olho d'Água das Flores - olhodaguense
- Olho d'Água Grande - olho-grandense
- Olivença - oliventina ou oliventino
- Ouro Branco - ouro-branquense
- Palestina - palestinense
- Palmeira dos Índios - palmeirense
- Pão de Açúcar - pão-de-açucarense
- Pariconha - pariconhense
- Paripueira - paripueirense
- Passo de Camaragibe - camaragibano
- Paulo Jacinto - paulo-jacintense
- Penedo – penedense
- Piaçabuçu - piaçabuçuense
- Pilar - pilarense
- Pindoba - pindobense
- Piranhas - piranhense
- Poço das Trincheiras - pocense
- Porto Calvo - porto-calvense
- Porto de Pedras - porto-pedrense
- Porto Real do Colégio - colegiense
- Quebrangulo - quebrangulense
- Rio Largo - rio-larguense
- Roteiro – roteirense
- Santa Luzia do Norte - santaluziense ou nortense
- Santana do Ipanema – santanense
- Santana do Mundaú - mundauense
- São Brás - são-brasense
- São José da Laje – lajense
- São José da Tapera - taperense
- São Luís do Quitunde - quitundense
- São Miguel dos Campos – miguelense
- São Miguel dos Milagres - milagrense
- São Sebastião - são-sebastiaoense
- Satuba – satubense
- Senador Rui Palmeira - rui-palmeirense
- Tanque d'Arca - tanque-d'arquense
- Taquarana - taquaranense
- Teotônio Vilela - vilelano
- Traipu- traipuense
- União dos Palmares - palmarino
- Viçosa - viçosense

Amapá:
Amazonas:
- Alvarães - alvarense
- Amaturá - amaturense
- Anamã - anamãense
- Anori - anoriense
- Apuí - apuiense
- Atalaia do Norte - atalaiense
- Autazes - autaziense
- Barcelos - barcelense
- Barreirinha - barreirinhense
- Benjamin Constant - benjamin-constantense
- Beruri - beruriense
- Boa Vista do Ramos - boa-vistense
- Boca do Acre - bocacrense
- Borba - borbense
- Caapiranga - caapiranguese
- Canutama - canutamense
- Carauari - carauariense
- Careiro - careirense
- Careiro da Várzea - careirense-da-várzea
- Coari - coariense
- Codajás - codajaiense
- Eirunepé - eirunepeense [10]
- Envira - envirense
- Fonte Boa - fonte-boense
- Guajará - guajaraense
- Humaitá - humaitaense
- Ipixuna - ipixunaense
- Iranduba - irandubense
- Itacoatiara - itacoatiarense
- Itamarati - itamaratiense
- Itapiranga - itapiranguense
- Japurá - japuraense
- Juruá - juruaense
- Jutaí - jutaiense
- Lábrea - labreense
- Manacapuru - manacapuruense
- Manaquiri - manaquiriense
- Manaus – manauense, manauara
- Manicoré - bacurau
- Maraã - maraaense
- Maués - maueense, mauesense
- Nhamundá - nhamundaense
- Nova Olinda do Norte - nova-olindense
- Novo Airão - novo-airense; novo-airãoense
- Novo Aripuanã - aripuanense; novo-aripuanense
- Parintins - parintinense
- Pauini - pauiniense
- Presidente Figueiredo - figueirense
- Rio Preto da Eva - rio-pretense
- Santa Isabel do Rio Negro - santa-isabelense
- Santo Antônio do Içá - içaense [11]
- São Gabriel da Cachoeira - são-gabrielense
- São Paulo de Olivença - paulivense
- São Sebastião do Uatumã - uatumãense
- Silves - silvense, saracaense
- Tabatinga - tabatinguense
- Tapauá - tapauense
- Tefé - tefeense [12]
- Tonantins - tonantinense
- Uarini - uariniense; uarinense
- Urucará - urucaraense
- Urucurituba - urucuritubense

Espírito Santo:
- Afonso Cláudio - afonso-claudense
- Água Doce do Norte - água-docense
- Águia Branca - aguiabranquense
- Alegre (Espírito Santo) - alegrense
- Alfredo Chaves – alfredense
- Alto Rio Novo – alto-rio-novense
- Anchieta – anchietense
- Apiacá - apiacaense
- Aracruz – aracruzense
- Atílio Vivácqua- atiliense
- Baixo Guandu - guanduense
- Barra de São Francisco – francisquense
- Boa Esperança - esperancense
- Bom Jesus do Norte - bom-jesuense
- Brejetuba - brejetubense
- Cachoeiro de Itapemirim - cachoeirense
- Cariacica - cariaciquense
- Castelo - castelense
- Colatina - colatinense
- Conceição da Barra – barrense
- Conceição do Castelo – conceiçoense
- Divino de São Lourenço - divinense
- Domingos Martins – martinense
- Dores do Rio Preto - riopretense
- Ecoporanga - ecoporanguense
- Fundão - fundoense
- Governador Lindenberg - lindenberguense
- Guaçuí - guaçuiense
- Guarapari - guarapariense
- Ibatiba - ibatibense
- Ibiraçu – ibiraçuense
- Ibitirama - ibitiramense
- Iconha – iconhense
- Irupi – irupiense
- Itaguaçu - itaguaçuense
- Itapemirim – itapemirinense
- Itarana - itaranense
- Iúna – iunense
- Jaguaré –  jaguarense
- Jerônimo Monteiro - jeronimense
- João Neiva - joão-neivense
- Laranja da Terra - laranjense
- Linhares – linharense
- Mantenópolis - mantenopolitano
- Marataízes - marataizense
- Marechal Floriano - florianense
- Marilândia - marilandense
- Mimoso do Sul - mimosense
- Montanha - montanhense
- Mucurici - mucuriciense
- Muniz Freire - munizfreirense
- Muqui - muquiense
- Nova Venécia - veneciano
- Pancas – panquense
- Pedro Canário - canariense
- Pinheiros - pinheirense
- Piúma – piumense
- Ponto Belo - pontobelense
- Presidente Kennedy - kennedense
- Rio Bananal – ribanense
- Rio Novo do Sul - sulrionovense
- Santa Leopoldina - leopoldinense
- Santa Maria de Jetibá - santa-mariense
- Santa Teresa – teresense
- São Domingos do Norte - dominguense
- São Gabriel da Palha – gabrielense
- São José do Calçado - calçadense
- São Mateus - mateense
- São Roque do Canaã - são roquense
- Serra - serrano
- Sooretama - sooretamense
- Vargem Alta - vargem-altense
- Venda Nova do Imigrante - venda-novense
- Viana - vianense
- Vila Pavão – pavoense
- Vila Valério - vila-valeriense
- Vila Velha - vila-velhense, canela-verde
- Vitória – vitoriense

Goiás:
- Abadia de Goiás - abadiense
- Abadiânia - abadiense
- Acreúna - acreunense
- Adelândia - adelandense
- Água Fria de Goiás - água-friense
- Água Limpa - água-limpense
- Águas Lindas de Goiás - águas-lindense
- Alexânia - alexaniense
- Aloândia - aloandense
- Alto Horizonte - alto horizontino
- Alto Paraíso de Goiás - alto-paraisense
- Alvorada do Norte - alvoradense-do-norte
- Amaralina - amaralinense
- Americano do Brasil - americanense-do-brasil
- Amorinópolis - amorinopolino
- Anápolis – anapolitano, anapolino, anapolense
- Anhanguera - anhanguerino
- Anicuns - anicuense
- Aparecida de Goiânia – aparecidense
- Aparecida do Rio Doce - rio-docense
- Aporé – aporeense
- Araçu - araçuense
- Aragoiânia - aragoiano
- Araguapaz - araguapaense
- Arenópolis - arenopolino
- Aruanã - aruanuense
- Aurilândia - aurilandense
- Avelinópolis - avelinopolino
- Baliza- balizense
- Barro Alto - barroaltense
- Bela Vista de Goiás – bela-vistense
- Bom Jardim de Goiás – bom-jardinense
- Bom Jesus de Goiás – bom-jesuense
- Bonfinópolis - bonfinopolino
- Bonópolis - bonopolino
- Brazabrantes - brazabrantino
- Britânia - britaniense
- Buriti Alegre - buriti-alegrense
- Buriti de Goiás - buritiense
- Buritinópolis - buritinopolense
- Cabeceiras - cabeceirense
- Cachoeira Alta - cachoeiraltense
- Cachoeira de Goiás - cachoeirense
- Cachoeira Dourada - cachoeirense-do-sul
- Caçu - caçuense
- Caiapônia - caiaponiense
- Caldas Novas - caldas-novense
- Caldazinha - caldazinhense
- Campestre de Goiás - campestrino
- Campinaçu - campinaçuense
- Campinorte - campinortense
- Campo Alegre de Goiás - campoalegrense
- Campo Limpo de Goiás - campolimpense
- Campos Belos - campo-belense
- Campos Verdes - campo-verdense
- Carmo do Rio Verde - carmo-rio-verdino
- Castelândia - castelandense
- Catalão – catalano
- Caturaí - caturaiense
- Cavalcante - cavalcantense
- Ceres - ceresino
- Cezarina - cezarinense
- Chapadão do Céu - ceúchapadense
- Cidade Ocidental - ocidentalense
- Cocalzinho de Goiás - cocalzinhense
- Colinas do Sul - colinense
- Córrego do Ouro - corregorino
- Corumbá de Goiás - corumbaense
- Corumbaíba - corumbaibense
- Cristalina - cristalinense
- Cristianópolis - cristianopolino
- Crixás - crixaense
- Cromínia - crominiense
- Cumari - cumarino
- Damianópolis - damianopolino
- Damolândia - damolandense
- Davinópolis - davinopolino
- Diorama - dioramense
- Divinópolis de Goiás - divinopolino
- Doverlândia - doverlandense
- Edealina - edealinense
- Edéia - edeense
- Estrela do Norte - estrela-nortense
- Faina - fainense
- Fazenda Nova - fazenda-novense ou fazendeiro-novense
- Firminópolis - firminopolino
- Flores de Goiás - florense
- Formosa – formosense
- Formoso - formosense
- Gameleira de Goiás - gameleirense
- Goianápolis - goianapolino
- Goiandira - goiandirense
- Goianésia – goianesiense
- Goiânia – goianiense
- Goiás - Vilaboense ou goiano [13]
- Goianira - goianirense
- Goiatuba - goiatubense
- Gouvelândia - gouvelandense
- Guapó - guapoense
- Guaraíta - guaraitense
- Guarani de Goiás - guaraniense
- Guarinos - guarinense
- Heitoraí - heitoraiense
- Hidrolândia - hidrolandense
- Hidrolina – hidrolinense
- Iaciara - iaciarense
- Inaciolândia - inaciolandense
- Indiara - indiarense
- Inhumas - inhumense
- Ipameri - ipamerino
- Ipiranga de Goiás - ipiranguense
- Iporá - iporaense
- Israelândia - israelandense
- Itaberaí – itaberino
- Itaguari - itaguarino
- Itaguaru - itaguaruense
- Itajá - itajaense
- Itapaci – itapacino
- Itapirapuã - itapirapuano
- Itapuranga - itapuranguense
- Itarumã - itarumaense
- Itauçu - itauçuense
- Itumbiara – itumbiarense
- Ivolândia - ivolandense
- Jandaia – jandaiense
- Jaraguá - jaraguense
- Jataí - jataiense
- Jaupaci - jaupaciense
- Jesúpolis - jesupolino
- Joviânia - jovianiense
- Jussara  - jussarense
- Lagoa Santa – lagoa-santense
- Leopoldo de Bulhões - leopoldense
- Luziânia - luzianiense
- Mairipotaba - mairipotabense
- Mambaí - mambaiense
- Mara Rosa - mararrosense
- Marzagão - marzagonense
- Matrinchã - matrinchãense
- Maurilândia - maurilandense
- Mimoso de Goiás - mimosense
- Minaçu - minaçuense
- Mineiro - mineirense
- Moiporá - moiporaense
- Monte Alegre de Goiás - monte-alegrense
- Montes Claros de Goiás - montesclarense de goiás
- Montividiu - montividiuense
- Montividiu do Norte - montividense
- Morrinhos – morrinhense
- Morro Agudo de Goiás - morroagudense
- Mossâmedes - mossamedino
- Mozarlândia - mozarlandense
- Mundo Novo - mundo-novense
- Mutunópolis - mutunopolitano
- Nazário - nazarinense
- Niquelândia - niquelandense
- Nova América - novo-americano
- Nova Aurora - nova-aurorense
- Nova Crixás - nova-crixaense
- Nova Glória - nova-glorino
- Nova Iguaçu de Goiás - nova iguaçuense
- Nova Roma - nova-romano
- Nova Veneza - nova-venezino
- Novo Brasil - novo-brasiliense
- Novo Gama - novo-gamense
- Novo Planalto - planaltense
- Orizona – orizonense
- Ouro Verde de Goiás - ouroverdense
- Ouvidor - ouvidorense
- Padre Bernardo - padre-bernardense
- Palestina de Goiás - palestinense
- Palmeiras de Goiás – palmeirenses
- Palmelo - palmario
- Palminópolis - palminopolino
- Panamá - panamaense
- Paranaiguara - paranaiguaro
- Paraúna - paraunense
- Perolândia - perolandense
- Petrolina de Goiás - petrolinense
- Pilar de Goiás - pilarense
- Piracanjuba - piracanjubense
- Piranhas – piranhense
- Pirenópolis - pirenopolino
- Pires do Rio – piresino
- Planaltina  - planaltinense
- Pontalina – pontalinense
- Porangatu – porangatuense
- Porangatu - porangatuense
- Porteirão - porteirense
- Portelândia - portelandense
- Posse – possense
- Professor Jamil - jamilense
- Quirinópolis - quirinopolino
- Rialma - rialmense
- Rianápolis - rianápolino
- Rio Quente - rio-quentense
- Rio Verde - rio-verdense
- Rubiataba – rubiatabense
- Sanclerlândia - sanclerlandense
- Santa Bárbara de Goiás - santabarbarense
- Santa Cruz de Goiás - santacruzano
- Santa Fé de Goiás - santa-feense
- Santa Helena de Goiás - santa-helenense [14][15]
- Santa Isabel - santa-isabelense
- Santa Rita do Araguaia - santarritense
- Santa Rita do Novo Destino - santarritense
- Santa Rosa de Goiás - santarosense
- Santa Tereza de Goiás - santerezense
- Santa Terezinha de Goiás - teresinhense
- Santo Antônio da Barra - santoantoniense
- Santo Antônio de Goiás - santoantoniense
- Santo Antônio do Descoberto - santo antôniensse
- São Domingos - dominicano
- São Francisco de Goiás - franciscano
- São João da Paraúna - são-joanense
- São João d'Aliança - são-joanense
- São Luís de Montes Belos - monte-belense
- São Luíz do Norte - são-luizense
- São Miguel do Araguaia - sãomiguelense
- São Miguel do Passa Quatro - passaquatrense
- São Patrício - sampatriciense
- São Simão – simonense
- Senador Canedo - canedense
- Serranópolis - serranopolino
- Silvânia – silvaniense
- Simolândia - simolandense
- Sítio d'Abadia -  sitiense
- Taquaral de Goiás - taquaralense
- Teresina de Goiás - teresinense
- Terezópolis de Goiás - terezopolino
- Três Ranchos - trirranchense
- Trindade – trindadense
- Trombas - trombense
- Turvânia - turvâniense
- Turvelândia - turvelandense
- Uirapuru - uirapuruense
- Uruaçu – uruaçuense
- Uruana - uruanense
- Urutaí - urutaíno
- Valparaíso de Goiás - valparaisense
- Varjão - varjãoense
- Vianópolis – vianopolino
- Vicentinópolis - vicentinopolino
- Vila Boa - vila-boense
- Vila Propício - propiciano

Maranhão:
- Açailândia - açailandense
- Bacabal - bacabalense
- Balsas - balsense
- Barra do Corda - barra-cordense
- Barreirinhas - barreirinhense
- Caxias - caxiense
- Grajaú - 	grajauense
- Graça Aranha - gracense
- Guimarães - guimarense, vimarense
- Humberto de Campos - humbertuense
- Imperatriz – imperatrizense
- Itapecuru-Mirim - itapecuruense
- Joselândia - joselandense
- Loreto - loretense
- Miranda do Norte - mirandense
- Nova Iorque - nova-iorquense
- Paço do Lumiar - luminense
- Passagem Franca - passagense
- Pinheiro - pinheirense
- Pio XII - pio-docense, pio-dozense
- Poção de Pedras - poção-pedrense
- Presidente Vargas - presidentino, presidente-varguense
- Rosário - rosariense
- Riachão - riachoense, riachãoense
- Santa Inês - santa-inesense
- São João do Caru - são-joanense, caruense
- São João dos Patos - patoense
- São Luís – ludovicente, são-luisense
- São Pedro da Água Branca - são-pedrense
- Timon - timonense
- Vargem Grande - vargem-grandense
- Zé Doca - zé-doquense

Mato Grosso:
- Acorizal - acorizalense
- Água Boa - água-boense
- Alta Floresta - alta-florestense; florestense
- Alto Araguaia - alto-araguaiense
- Alto Boa Vista - alto-boa-vistense
- Alto Garças - alto-garcense
- Alto Paraguai - alto-paraguaiense
- Alto Taquari - taquariense
- Apiacás - apiacaense
- Araguaiana - araguaianense
- Araguainha - araguainhense
- Araputanga - araputanguense
- Arenápolis - arenapolitano
- Aripuanã - aripuanense
- Barra do Bugres - barra-bugrense
- Barra do Garças - barra-garcense
- Boa Esperança do Norte - bóreo-esperancense
- Bom Jesus do Araguaia - bom-jesusense-do-araguaia
- Brasnorte - brasnortense
- Cáceres - cacerense
- Canarana - canaranense
- Campo Novo do Parecis - camponovense
- Campo Verde - campo-verdense
- Chapada dos Guimarães - chapadense
- Colíder - Colidense
- Cuiabá – cuiabano
- Lucas do Rio Verde — luverdense
- Nobres - nobrense
- Nova Mutum - mutuense
- Novo Horizonte do Norte — novo-horizontino
- Paranatinga - paranatinguense
- Pontes e Lacerda - pontes-lacerdense
- Primavera do Leste - primaverense
- Rondonópolis — rondonopolitano
- Santo Antônio de Leverger - levergense; santo-antoniense
- Sinop - sinopense
- Sorriso - sorrisiense
- Tangará da Serra - tangaraense
- Várzea Grande - várzea-grandense

Mato Grosso do Sul:
Minas Gerais:
Paraíba:
Pernambuco:
Piauí:
- Água Branca - água-branquense
- Alto Longá - alto-longaense
- Altos - altoense
- Amarante - amarantino
- Cajazeiras do Piauí - cajazerense
- Canto do Buriti - canto-buritiense
- Curimatá - curimataense
- José de Freitas - josé-freitense
- Luís Correia - luís-correiense
- Manoel Emídio - manoel-emidiano
- Monsenhor Gil - monsenhor-gilense
- Novo Oriente do Piauí - novorientino, orientense
- Parnaíba - parnaibano
- Picos - picoense
- Redenção do Gurgueia - redençoense
- Regeneração - regenerense
- São João do Piauí - são-joanense
- São Pedro do Piauí - são-pedrense
- São Raimundo Nonato - são-raimundense
- Oeiras - oeirense
- Teresina – teresinense
- Uruçuí - uruçuiense

Rio Grande do Norte:
- Areia Branca - areia-branquense
- Assu - assuense
- Caicó - caicoense
- Ceará-Mirim - ceará-mirinense
- Extremoz - extremozense
- Jardim de Angicos - jardinense
- João Câmara - camaraense
- Macaíba - macaibense
- Martins - martinense
- Mossoró - mossoroense [16]
- Natal – natalense
- Nísia Floresta - nísia-florestense
- Nova Cruz - nova-cruzense
- Paraú - parauense
- Parnamirim - parnamirinense
- Passa-e-Fica - passa-fiquense
- Pau dos Ferros - pau-ferrense
- Sítio Novo - sítio-novense
- Umarizal - umarizalense
- Upanema - upanemense

Rio Grande do Sul:
Rio de Janeiro
Rondônia:
- Ariquemes - ariquemense
- Cacoal - cacoalense
- Espigão d'Oeste - espigoense
- Governador Jorge Teixeira - jorge-teixerense
- Guajará-Mirim - guajara-mirense
- Jaru - jaruense
- Ji-Paraná - ji-paranaense
- Ouro Preto do Oeste - ouro-pretense
- Pimenta Bueno - pimentense
- Porto Velho – porto-velhense
- Rolim de Moura - rolim-mourense
- São Miguel do Guaporé – miguelense
- Theobroma - theobromense [17]
- Vilhena - vilhenense

Roraima:
Santa Catarina:
- Agrolândia – agrolandense
- Alfredo Wagner – alfredense
- Arabutã – arabutanense
- Araquari – araquariense
- Araranguá – araranguaense
- Armazém – armazenense
- Ascurra – ascurrense
- Balneário Arroio do Silva – arroiense; arroio-silvense
- Balneário Camboriú – balneocamboriuense
- Balneário Gaivota – gaivotense
- Barra Velha – barra-velhense
- Biguaçu – biguaçuense
- Blumenau – blumenauense
- Braço do Norte – braço-nortense
- Brusque - brusquense
- Caçador - caçadorense
- Calmon - calmonense
- Camboriú - camboriuense
- Campo Belo do Sul - campo-belense
- Campo Erê - campo-erense
- Canoinhas - canoinhense
- Capão Alto - capão-altense
- Capinzal - capinzalense
- Capivari de Baixo - capivariense
- Celso Ramos - celso-ramense
- Chapecó - chapecoense
- Cocal do Sul – sul-cocalense
- Concórdia - concordiense
- Correia Pinto - correia-pintense
- Criciúma – criciumense
- Ermo – ermense
- Erval Velho  -  ervalense
- Florianópolis – florianopolitano
- Forquilhinha - forquilhinhense
- Fraiburgo - fraiburguense
- Gaspar - gasparense
- Governador Celso Ramos - gancheiro
- Grão-Pará - grão-paraense
- Gravatal - gravatalense [18][19]
- Içara - içarense
- Ilhota - ilhotense
- Imbituba - imbitubense
- Indaial - indaialense
- Ipumirim - ipumirinense
- Itajaí - itajaiense
- Jacinto Machado - jacinto-machadense
- Jaguaruna – jaguarunense
- Jaraguá do Sul – jaraguaense
- Joaçaba - joaçabense
- Joinville – joinvilense
- Lages - lageano[20]
- Laguna - lagunense
- Lebon Régis - lebonregense
- Lontras – lontrense
- Massaranduba - massarandubense [21]
- Morro da Fumaça – fumacense
- Orleans - orleanense
- Palhoça - palhocense
- Passo de Torres - passo-torrense
- Ponte Alta - ponte-altense
- Ponte Alta do Norte - norte-ponte-altense
- Porto União - porto-unionense [22]
- Praia Grande - praia-grandense
- Presidente Getúlio - getuliense
- Rio do Sul – rio-sulense
- Rio Fortuna – rio-fortunense
- Rodeio – rodeense
- Santa Rosa de Lima – santa-rosa-limense
- Santo Amaro da Imperatriz – santoamarense
- São Bonifácio - são-bonifacense
- São José – josefense
- Siderópolis – sideropolitano
- Sombrio - sombriense
- Taió - taioense
- Tangará - tangaraense
- Timbó - timboense
- Treze de Maio - treze-maiense
- Tubarão - tubaronense
- Turvo - turvense
- Urussanga - urussanguense [23]
- Videira - videirense
- Xanxerê - xanxerense

São Paulo:
Sergipe:
- Aracaju – aracajuano, aracajuense
- Estância - estanciano
- Itabaiana - itabaianense
- Itaporanga d'Ajuda - itaporanguense
- Japoatã - japoatãense
- Lagarto - lagartense
- Laranjeiras - laranjeirense
- Neópolis - neopolitano
- Nossa Senhora das Dores - dorense
- Simão Dias - simão-diense

Tocantins:
- Abreulândia - abreulandense
- Aguiarnópolis - aguiarnopolense
- Aliança do Tocantins - aliancense
- Almas - almense
- Alvorada - alvoradense
- Ananás - ananaense
- Angico - angicoense [24]
- Aparecida do Rio Negro - aparecidense
- Aragominas - aragominense
- Araguacema - araguacemense
- Araguaçu - araguaçuense
- Araguaína - araguainense
- Araguanã - araguanãense
- Araguatins - araguatinense
- Arapoema - arapoemense
- Arraias - arraiano
- Augustinópolis - 	augustinopolino
- Aurora do Tocantins - aurorense
- Axixá do Tocantins - axixaense
- Darcinópolis - darcinopolino,
- Dianópolis - dianopolino, dianopolitano
- Divinópolis do Tocantins - divinopolino, divinopolitano
- Dois Irmãos do Tocantins - dois-irmanense
- Dueré - duereense
- Esperantina - esperantinense
- Fátima - fatimense
- Figueirópolis - figueiropolense, figueiropolino
- Filadélfia - filadelfiense
- Formoso do Araguaia - formosense
- Gurupi - gurupiense
- Itacajá - itacajense
- Miracema do Tocantins - miracemense
- Palmas – palmense
- Palmeirópolis - palmeiropolitano
- Paraíso do Tocantins - paraisense
- Pedro Afonso (Tocantins) - pedro-afonsino
- Porto Nacional - portuense
- Taguatinga - taguatinguense